# IBM Linux Technology Center
IBM Linux Technology Center – zespół pracowników IBM odpowiedzialny za rozwijanie Linuxa i oprogramowania open source.

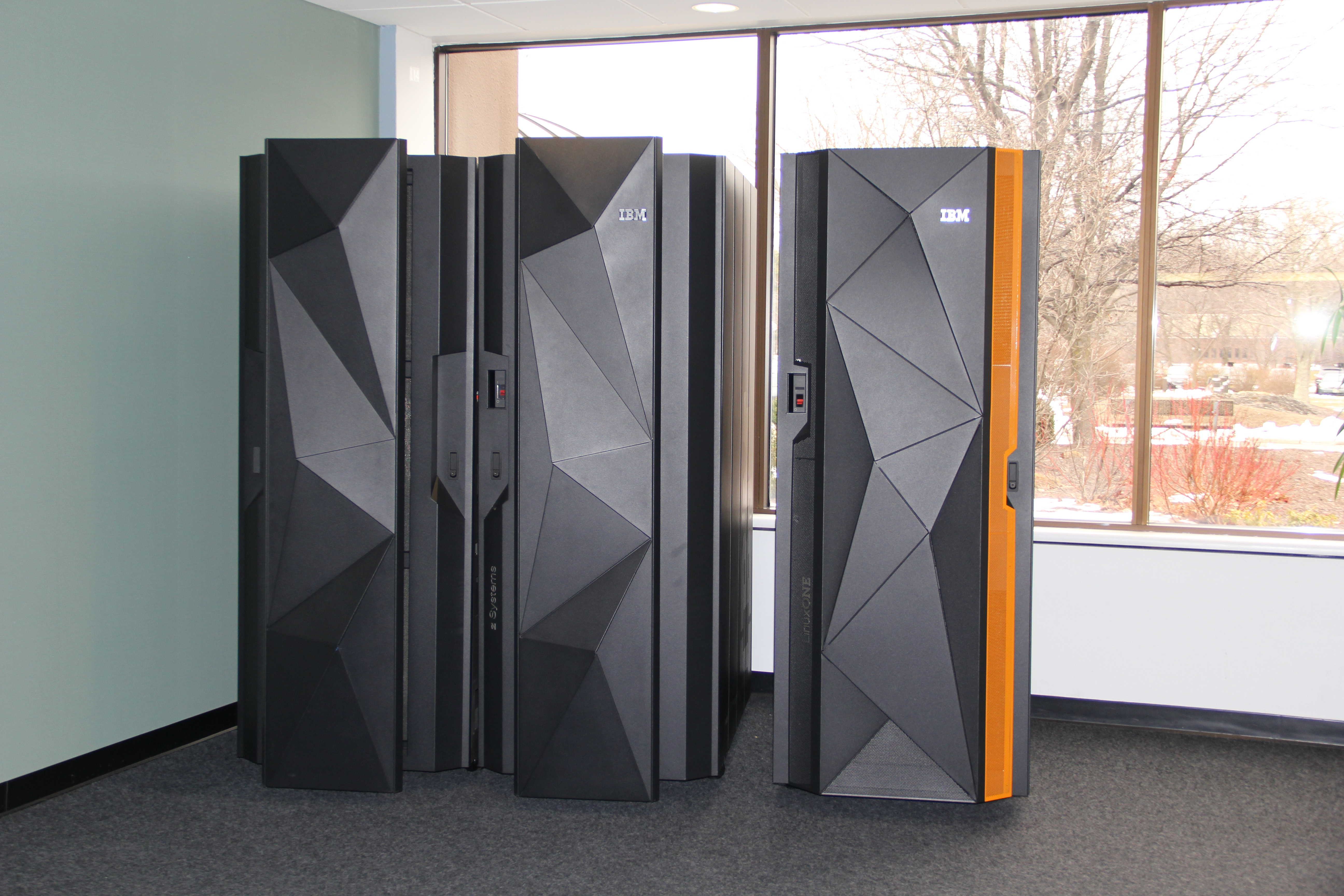
Mainframe IBM z13 oraz LinuxONE Rockhopper, który działa tylko na Linuxie

Jednym z zarzutów przeciwników Linuxa jest to, że jest to system tworzony: przez amatorów, po godzinach, bez testowania. Dowodem przeciwnym tej tezie jest istnienie od 1999 roku IBM Linux Technology Center. Firma IBM zatrudnia ponad 600 osób na płatnych etatach, odpowiedzialnych za rozwijanie Linuxa i oprogramowania open source – łącznie biorą oni udział w ponad 100 projektach open source. Zajmują się oni nie tylko programowaniem, ale także testowaniem i wsparciem technicznym oprogramowania. Centrum ma swoje lokalizacje w:
- Australii
- Brazylii
- Chinach
- Niemczech
- Indiach
- Izraelu
- Stanach Zjednoczonych Ameryki

Samo centrum ma za zadanie jak najbardziej przekształcać Linuxa w poważny produkt dla biznesu. Jednym z osiągnięć centrum jest przeportowanie Linuxa na komputery mainframe, architekturę Power, oraz Cell Broadband Engine.
Dzięki działalności centrum i podejściu IBM obecnie ponad 500 profesjonalnych produktów IBM działa na Linuxie, m.in. WebSphere, DB2, oraz systemy zarządzania produktami. Zaangażowanie IBM i istnienie centrum zostało docenione przez Linux Foundation mianującą firmę platynowym członkiem tej fundacji.

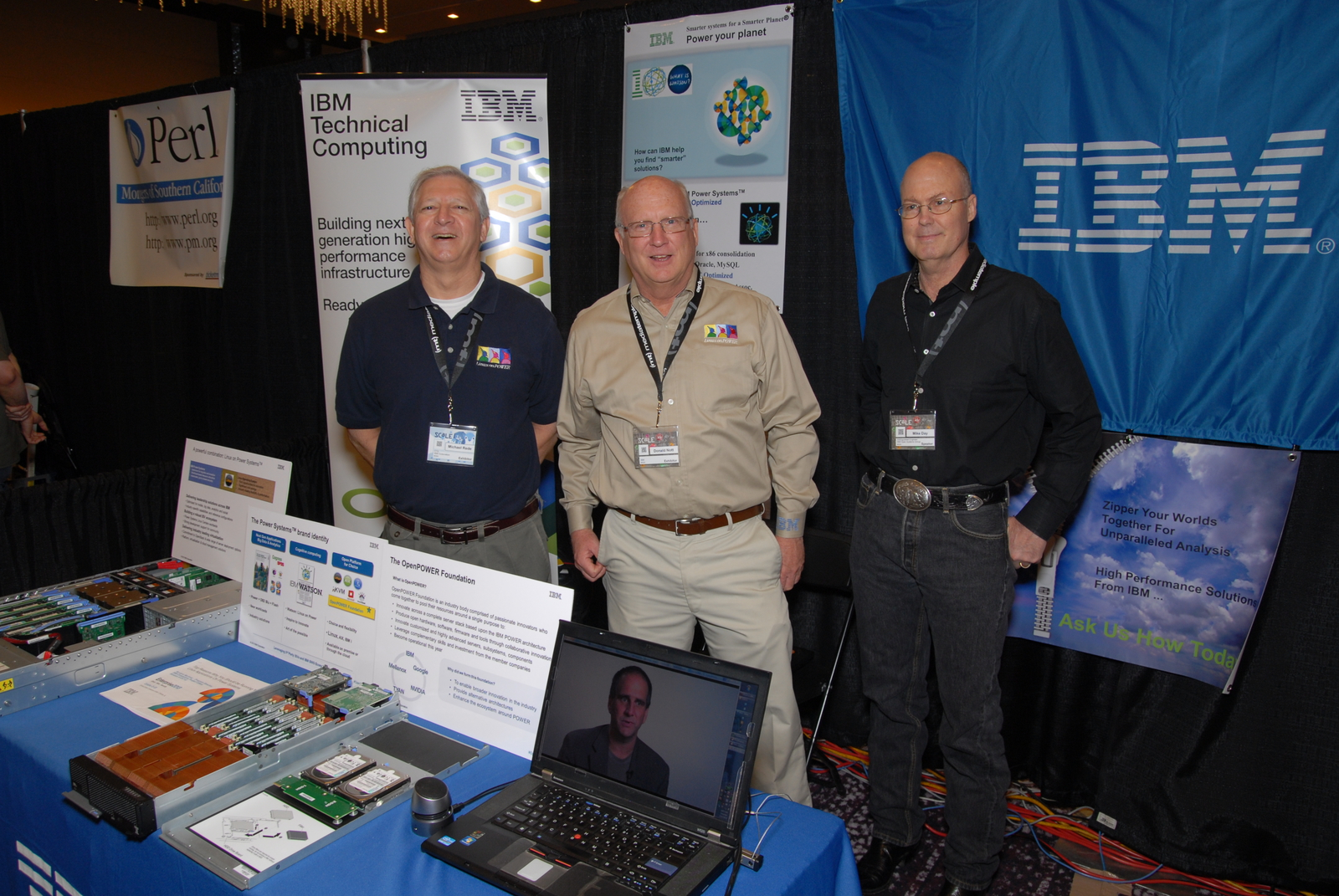
Stanowisko IBM podczas Linux Expo 2014

Produkty będące m.in. owocem działania centrum i wsparcia IBM dla Linuxa to:
- Linux na System x
- Linux na System z
- PowerLinux
- Linux on Storage
- Oprogramowanie IBM działające na Linuxie, w tym WebSphere, Tivoli, Rational, Lotus, ai DB2.
- z/VM
- z/VSE